# PopArt: Pet Shop Boys - The Hits
PopArt: Pet Shop Boys - The Hits és el nom complet del catorzè disc (la cinquena recopilació, comptant amb els àlbums de la sèrie Disco i l'anterior Discography) del grup anglès de pop electrònic Pet Shop Boys. Va aparèixer a finals de l'any 2003.
PopArt abasta tot el període discogràfic dels Pet Shop Boys, des dels seus inicis fins a la seva data de publicació. Les cançons que inclou estan organitzades en dos discos, però no per ordre cronològic, sinó per estil: el primer disc (Pop) agrupa les seves peces amb un caràcter més pop i comercial, mentre el segon (Art) conté els temes més "experimentals". Una edició limitada de la recopilació inclou un tercer disc anomenat Mix, que inclou les remescles preferides de Lowe i Tennant.
Aquesta recopilació presenta dues cançons noves, "Miracles" (inclosa al disc Pop) i "Flamboyant" (al disc Art). Com en el cas de Discography, no s'hi ha inclòs "How can you expect to be taken seriously?"; un altre tema que ha quedat fora de la selecció és "Was it worth it". Una altra diferència és que la versió de "Heart" que s'hi ofereix és la que apareix al disc Actually, no la versió single; "I wouldn't normally do this kind of thing" està en una versió especial.
A més, va editar-se un DVD amb els vídeos corresponents als senzills publicats, ara sí, organitzats cronològicament. S'hi inclouen els vídeos de "How can you expect to be taken seriously?", "Was it worth it", "Panninaro '95", "London" i els dos clips editats del tema "Opportunities (Let's make lots of money)".

## Temes

### 7243 5948372

#### CD 1: Pop
1. Go West (Morali/Belolo/Willis) – 5,03
2. Suburbia (video mix) – 5,10
3. Se a vida é (That's the way life is) (Ademario/Do Barbalho/Lowe/Tennant) – 3,59
4. What have I done to deserve this? (Lowe/Tennant/Willis) – 4,18
5. Always on my mind (Christopher/James/Thompson) – 4,00
6. I wouldn't normally do this kind of thing – 4,44
7. Home and dry – 3,58
8. Heart – 3,57
9. Miracles – 3,54
10. Love comes quickly (Lowe/Tennant/Hague) – 4,17
11. It's a sin – 4,59
12. Domino dancing – 4,17
13. Before – 4,05
14. New York City Boy – 3,20
15. It's alright (Sterling Void) – 4,19
16. Where the streets have no name (I can't take my eyes off you) (Hewson/Evans/Clayton/Mullen/Gaudio/Crewe) – 4,29
17. A red letter day – 4,32

#### CD 2: Art
1. Left to my own devices – 4,47
2. I don't know what you want but I can't give it any more – 4,23
3. Flamboyant – 3,50
4. Being boring – 4,50
5. Can you forgive her? – 3,52
6. West End Girls – 4,03
7. I get along – 4,10
8. So hard – 3,58
9. Rent – 3,33
10. Jealousy – 4,15
11. DJ Culture – 4,20
12. You only tell me you love me when you're drunk – 3,12
13. Liberation – 4,05
14. Paninaro '95 – 4,09
15. Opportunities (Let's make lots of money) – 3,44
16. Yesterday, when I was mad – 4,00
17. Single-Bilingual – 3,29
18. Somewhere (Bernstein/Sondheim) – 4,42

Temes escrits per Chris Lowe i Neil Tennant, excepte on s'especifiqui una altra cosa.

#### CD 3: Mix (edició limitada)
1. Can you forgive her? (Rollo Remix) – 6,00
2. So hard (David Morales Red Zone Mix) – 7,42
3. What have I done to deserve this? (Shep Pettibone Mix) – 8,08
4. West End Girls (Sasha Mix) – 7,45
5. Miserablism (Moby Electro Mix) – 5,35
6. Before (Danny Tenaglia Classic Paradise Mix) – 7,56
7. I Don't Know What You Want but I Can't Give It Any More (Peter Rauhofer New York Mix) – 10,26
8. New York City Boy (Lange Mix) – 7,04
9. Young Offender (Jam & Spoon Trip-o-matic Fairy Tale Mix) – 7,18
10. Love Comes Quickly (Blank & Jones Mix) – 5,00

### DVD
1. Opportunities (Let's make lots of money) (original version)
2. West End Girls
3. Love comes quickly
4. Opportunities (Let's make lots of money) (second version)
5. Suburbia
6. Paninaro
7. It's a sin
8. What have I done to deserve this?
9. Rent
10. Always on my mind
11. Heart
12. Domino dancing
13. Left to my own devices
14. It's alright
15. So hard
16. Being boring
17. How can you expect to be taken seriously?
18. Where the streets have no name (I can't take my eyes off you)
19. Jealousy
20. DJ Culture
21. Was it worth it?
22. Can you forgive her?
23. Go West
24. I wouldn't normally do this kind of thing
25. Liberation
26. Yesterday, when I was mad
27. Paninaro '95
28. Before
29. Se a vida é (That's the way life is)
30. Single-Bilingual
31. A red letter day
32. Somewhere
33. I don't know what you want but I can't give it any more
34. New York City Boy
35. You only tell me you love me when you're drunk
36. Home and dry
37. I get along / E-mail
38. London
39. Domino dancing (extended version)
40. So hard (extended version)
41. Go West (extended version)